# Tetrastichus ophiusae
Tetrastichus ophiusae är en stekelart som beskrevs av Crawford 1912. Tetrastichus ophiusae ingår i släktet Tetrastichus och familjen finglanssteklar. Inga underarter finns listade i Catalogue of Life.